# Magmakammer
Et magmakammer er en isoleret smeltemasse under en vulkan. Et magmakammer kan variere i størrelse og ligge i både den øvre og den nedre del af jordskorpen eller i Jordens kappe og danner fødekamre til vulkanerne. Magmakamrene kan dannes på flere måder, men altid i forbindelse med opstrømning af smeltemasser fra dybet ved kontinentalpladernes bevægelser og trykfald. Magma er et græsk ord for dejagtig masse og dannes i forbindelse med opsmeltning af bjergarterne i den øverste del af jordens kappe eller nederst i skorpen ved temperaturstigningen indad mod jordens midte ved pladeforskydningerne og trykændringerne ved – dels underskydningen af den ene af to plader – eller hvor to plader trækkes fra hinanden, som Island er så tydeligt et eksempel på.
Når omgivelsernes massefylde er lig med eller mindre end magmaets, standses opdriften, og der dannes et magmakammer, hvori der på grund af temperaturforskelle opstår strømninger. Da omgivelserne er koldere end magmaet, begynder smelten at størkne, hvorved der udskilles krystaller af mineralerne, som får gastrykket til at stige i restsmelten. I den øverste del af magmakammeret dannes gasbobler, der nedsætter magmaets vægt, og et udbrud kan begynde.

## Ekstern henvisning og kilde
- Vulkaneksperten.dk Henning Andersen Arkiveret 6. november 2011 hos  Wayback Machine